# 黑金段藝術節
黑金段藝術節，是嘉義市政府所舉辦的文化節慶活動，於2002年舉辦第一屆，約於每年年底舉辦為期數週的一系列活動，使用的場域為台鐵閒置倉庫轉型而成的嘉義鐵道藝術村，各項活動以推廣當代藝術為主題。後因嘉義市進行「嘉義市區鐵路高架化計畫」，於2019年舉辦完該年度的黑金段藝術節後，鐵道藝術村於年底結束營運。

## 活動源起
2002年嘉義鐵道藝術村落成啟用，其成立目的在推動當代藝術、推展藝術教育、培育地區藝術人才、活絡藝術文化活動，而「黑金段藝術節」即為推行目的而辦理的年度計畫。

## 外部連結
- 嘉義市政府文化局 （页面存档备份，存于）